# Giáo viên

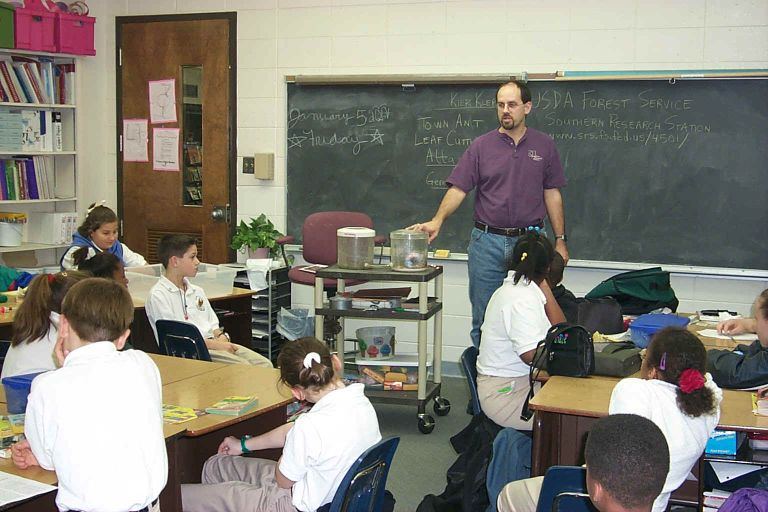
Một giáo viên giảng dạy tại một trường tiểu học ở Los Angeles, Hoa Kỳ.

Giáo viên còn gọi là Giảng viên, được cho là người giảng dạy, giáo dục cho các học sinh. Ở các trường nội trú, giáo viên là người săn sóc học sinh, lên kế hoạch, tiến hành các tiết dạy học, các khóa học nằm trong chương trình giảng dạy của nhà trường đồng thời cũng là người kiểm tra, ra đề bài, chấm điểm thi cho những học sinh để đánh giá chất lượng từng học học sinh. Giáo viên nam thường được gọi là thầy giáo còn giáo viên nữ thường được gọi là cô giáo.

## Các ngành của giáo viên
Giáo viên có thể có rất nhiều ngành dạy học cho học sinh:
- Giáo viên Mầm non
- Giáo viên Tiểu học (cấp 1)
- Giáo viên Trung học cơ sở (cấp 2)
- Giáo viên Trung học phổ thông (cấp 3)
- Giáo viên Âm nhạc
- Giáo viên Mỹ thuật
- Giáo viên Giáo dục Thể chất
- Giáo viên Giáo dục công dân, Đạo đức
- Giáo viên Tiếng Anh
- Giáo viên Lịch sử
- Giáo viên Địa lý
- Giáo viên giáo dục đặc biệt
- Giáo viên Ngữ Văn
- Giáo viên Khoa học Tự nhiên
- Giáo Viên Toán học